# Dino De Zordo
Dino De Zordo (Cibiana di Cadore, 15 maggio 1937) è un ex saltatore con gli sci italiano.

## Biografia
Nato a Cibiana di Cadore, in provincia di Belluno, nel 1937, a 22 anni ha preso parte ai Giochi olimpici di Squaw Valley 1960, nel trampolino normale, unica gara di salto con gli sci in programma, terminando 24º con 198.8 punti.
Ai campionati italiani ha vinto 1 oro, 2 argenti e 3 bronzi nel trampolino normale.